# Pato-do-paraíso
A Tadorna variegata, comummente conhecida como pato-do-paraíso, é uma espécie de ave palmípede, da família dos Anatídeos, endémico da Nova Zelândia.
Conhecido pelo povo Māori como Pūtangitangi, o pato-do-paraíso possuí uma plumagem vistosa, evidenciadora de dimorfismo sexual: o macho tem cabeça preta e corpo negro cinza, enquanto a fêmea tem cabeça branca e um corpo laranja-acastanhado. Quando estão em voo ambos apresentam manchas brancas proeminentes nas asas superiores.

## Etimologia
O nome genérico Tadorna, embora nos tenha chegado por via do latim, tem origem céltica e significa "ave aquática malhada".
Quanto ao epiteto específico, variegata, provém do latim, tratando-se de um conjugação do étimo variego, que significa «multicolor; de cores variadas».

## Galeria

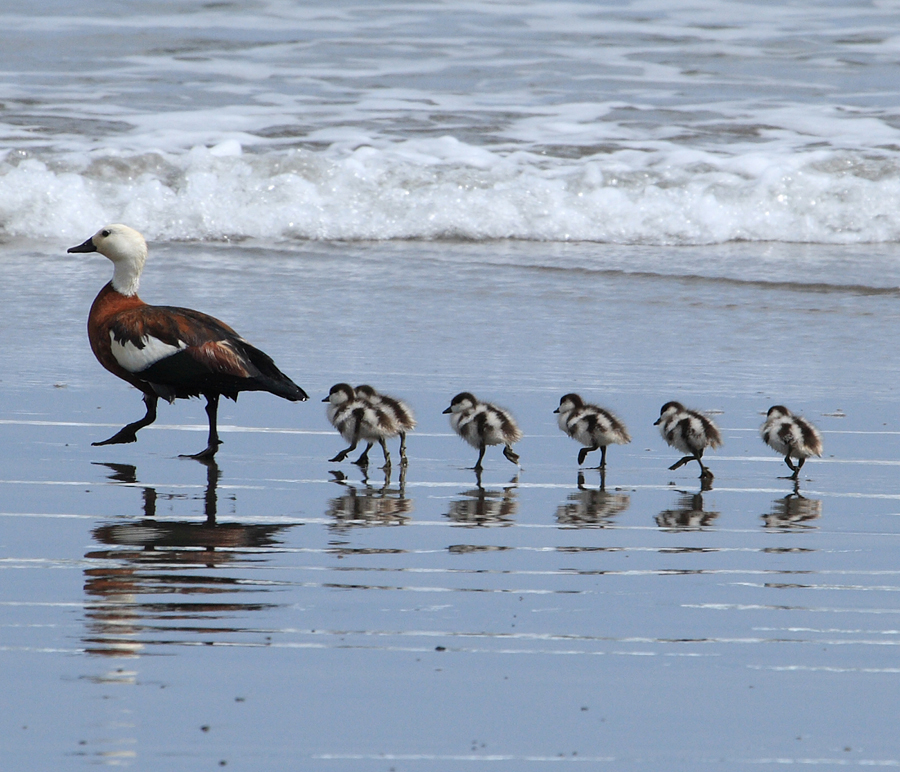
Fêmea com seis filhotes em Opunake Beach, Nova Zelândia
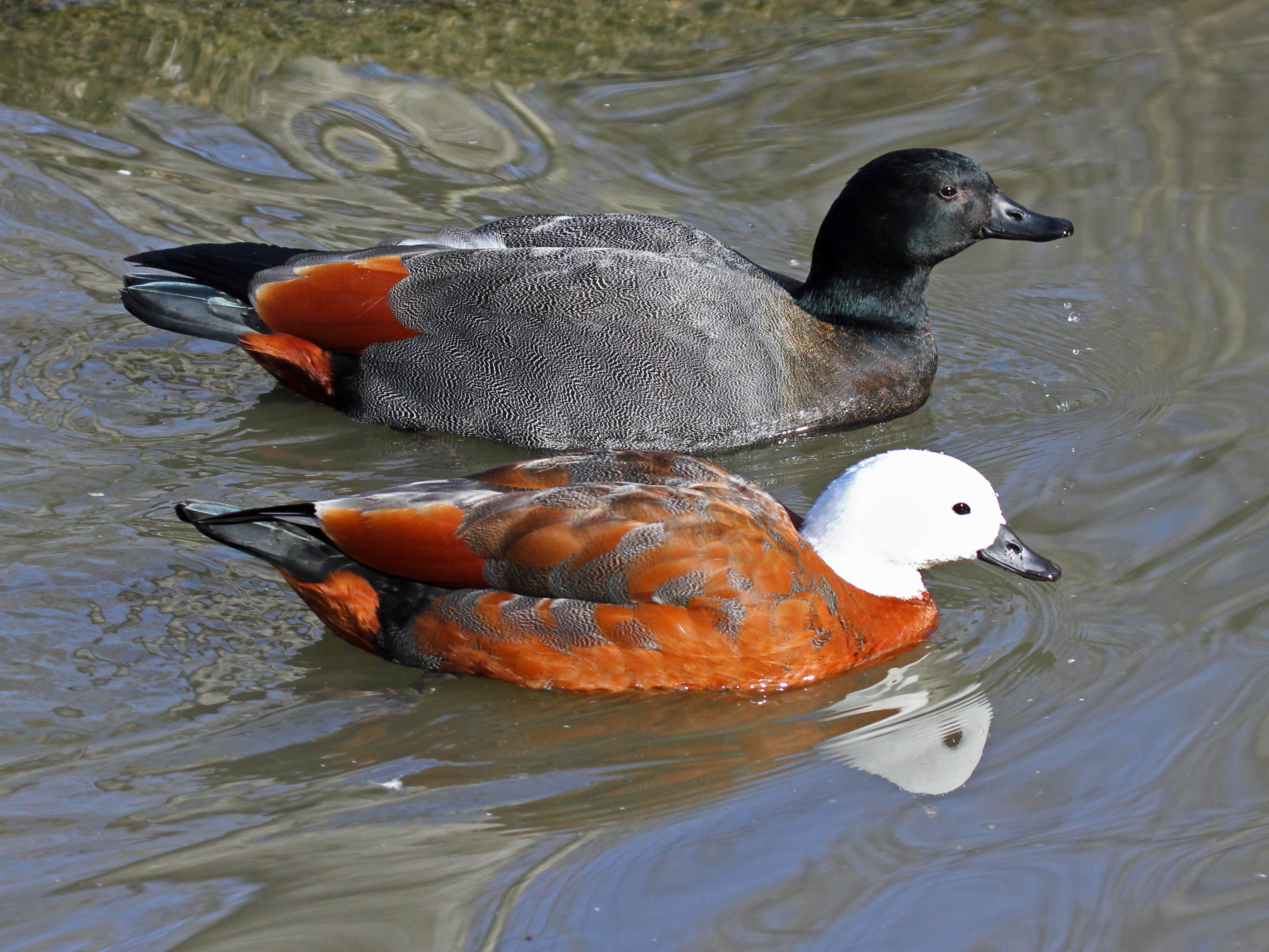
Nadando no Sylvan Heights Waterfowl Park
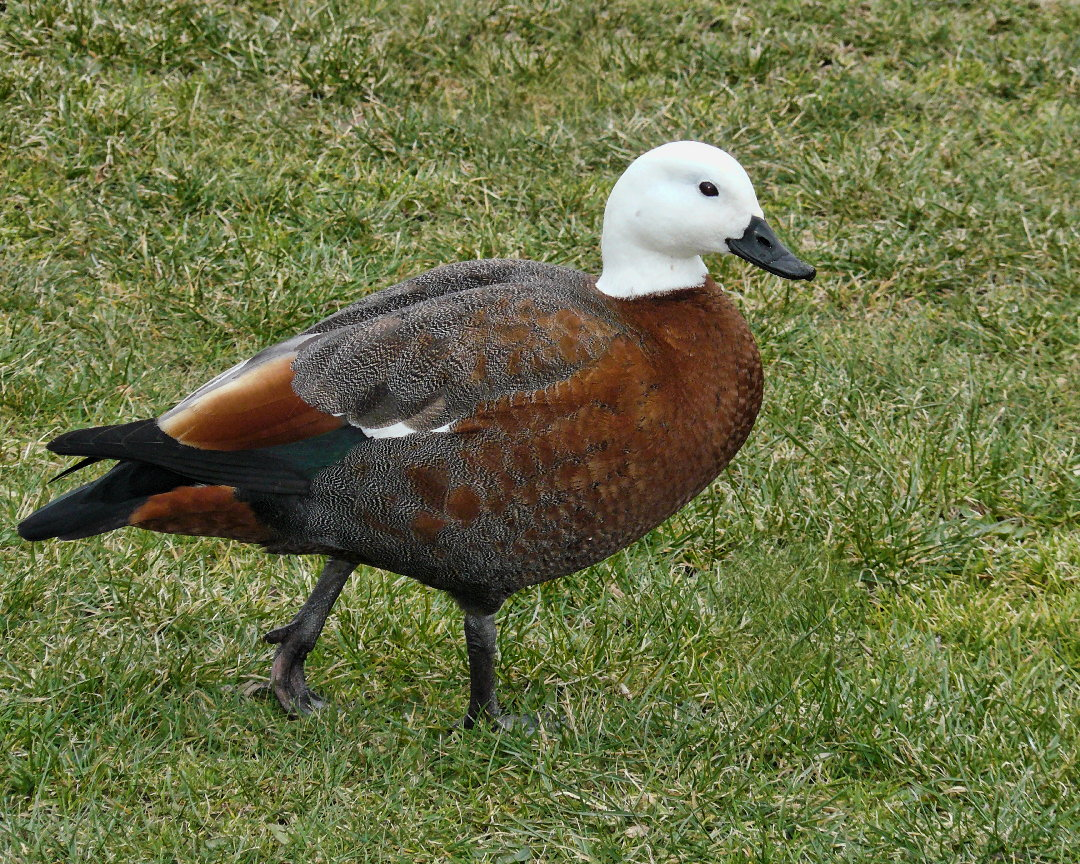
Fêmea em Picton, Marlborough, Nova Zelândia
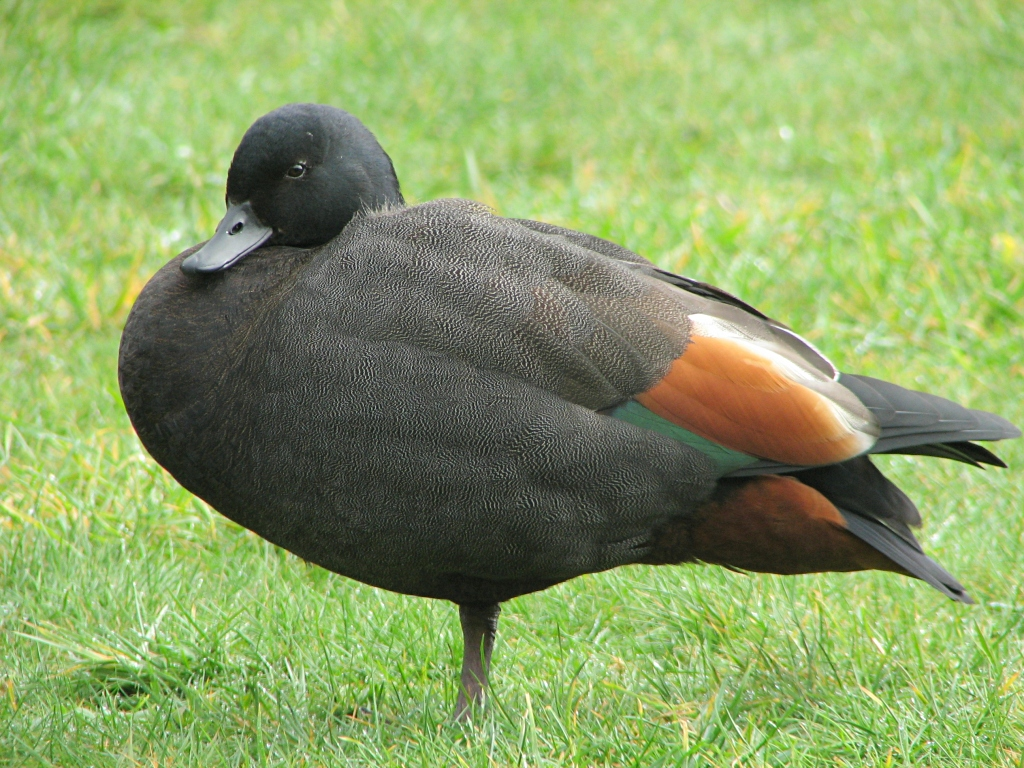
Macho, no Santuário da Vida Selvagem de Karori